# Pseudophilautus puranappu
Espèce
Pseudophilautus puranappu est une espèce d'amphibiens de la famille des Rhacophoridae.

## Répartition
Cette espèce est endémique du Sri Lanka. Elle se rencontre dans le Peak Wilderness Sanctuary entre 1 800 et 2 100 m d'altitude dans le massif Central.

## Description
Les mâles mesurent de 33,6 à 34,2 mm et la femelle 51,1 mm

## Étymologie
Cette espèce est nommée en l'honneur de Weerahennadige Francisco Fernando (Veera Puran Appu).

## Publication originale
- Wickramasinghe, Vidanapathirana, Rajeev, Ariyarathne, Chanaka, Priyantha, Bandara & Wickramasinghe, 2013 : Eight new species of Pseudophilautus (Amphibia: Anura: Rhacophoridae) from Sripada World Heritage Site (Peak Wilderness), a local amphibian hotspot in Sri Lanka. J Threatened Taxa, vol. 5, no 4, p. 3789-3920 (texte intégral).